# Kisújszállás

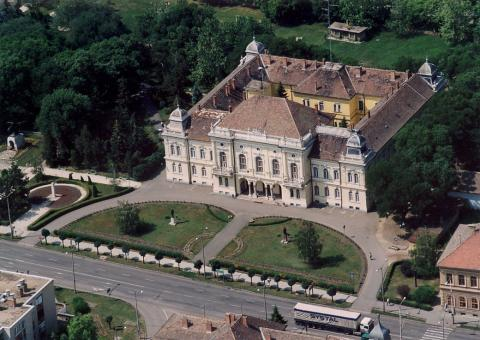
Flygbild.

Kisújszállás är en stad i provinsen Jász-Nagykun-Szolnok i Ungern. Kisújszállás ligger i distriktet Karcag och hade år 2019 totalt 10 750 invånare.